# Sitolubanua (Bawolato)
Sitolubanua is een bestuurslaag in het regentschap Nias van de provincie Noord-Sumatra, Indonesië. Sitolubanua telt 1890 inwoners (volkstelling 2010).